# Шанмоте
Шанмоте (фр. Champmotteux) насеље је и општина у Француској у региону Париски регион, у департману Есон која припада префектури Етан.
По подацима из 2011. године у општини је живело 384 становника, а густина насељености је износила 50,73 становника/km². Општина се простире на површини од 7,57 km². Налази се на средњој надморској висини од 150 метара (максималној 147 m, а минималној 102 m).

## Демографија
| 1962. | 1968. | 1975. | 1982. | 1990. | 1999. | 2011. |
| ----- | ----- | ----- | ----- | ----- | ----- | ----- |
| 113   | 139   | 136   | 198   | 220   | 241   | 384   |

График промене броја становника у току последњих година